# Lijst van Netflix original-films
Een lijst van films die zijn uitgebracht door Netflix. Zie voor een actuele lijst de Externe links.

## Netflix original-films
Hier volgen lijsten met originele Netflix-films per jaar:
- Lijst van Netflix original-films (2015-2017)
- Lijst van Netflix original-films (2018)
- Lijst van Netflix original-films (2019)
- Lijst van Netflix original-films (2020)
- Lijst van Netflix original-films (2021)